# バインダー (農業機械)
バインダー（英語：reaper-binder または binder）とは、主に米や麦の収穫作業で使用される農業機械の1つである。収穫期を迎えた作物の刈り取りと結束を同時に行うことができる。
「バインダー」は、語源的には結束機の意味だが、刈取機 (reaper) から発展した機械であり、必ず刈り取りの機能も持っている。単に刈取機（刈り取り機）ともいう。
自脱型コンバインの普及による省力化が著しいが、面積の小さな圃場や畦道の狭い圃場、天日干しにこだわる農家などでは現役で使われる。
また、自脱型コンバインと比較すると、能力は大幅に劣るものの価格が大幅に安いため、小規模の農家で使われていることがある。

## 開発史

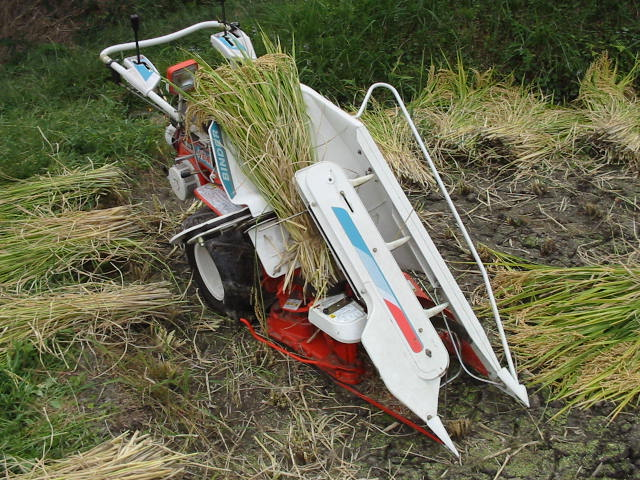
小型1条刈バインダー

バインダーは、その機能から動力刈取結束機とも称される。この農業機械が登場する以前は、人が鎌を用いて手作業で刈り取り作業をする必要があったので、収穫期の農家は大変多忙であった。そこで明治時代、西三河で刀鍛冶をしていた山下つね吉が地元の農家のためにエンジンを動力とする稲刈機を開発したところ、農作業の負荷が軽くなり収量が増加し付近の農家へ広まっていった。ガソリンエンジンを動力とし、稲や麦を往復運動する刃で刈り取りながら連続的に結束作業する、この画期的な機械は、昭和30年代後半に歴史の舞台に登場しその後、日本では広く一般に普及し、より効率的な収穫作業が可能となった。
バインダーは、それから今日まで数多くの改良や工夫が行われてきたが、その基本的な原理に大きな変更はない。

## 構造

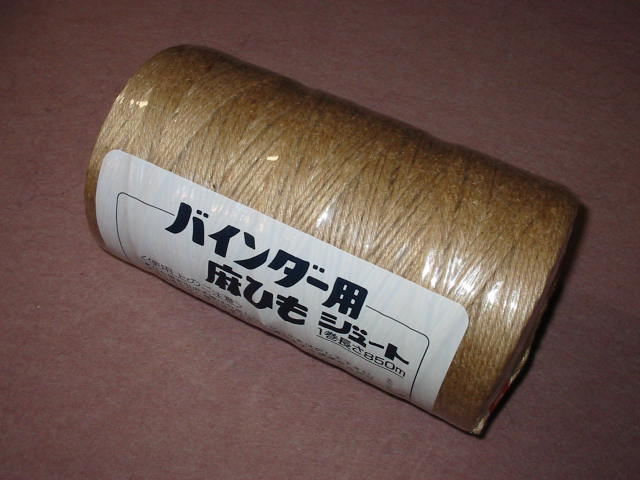
バインダー用麻ひも（ジュートひも）

バインダーは、大まかにいって、引き起こし部（デバイダー）、刈り取り部、結束部、走行部から構成される。
作物が直立した状態であれば、その刈り取りは容易であるが、台風や長雨で倒伏している場合には、引き起こし部が作物を機械で刈り取れる状態にまで引き起こす役割を受け持つ。刈り取り部は条数によって選択するが、バインダーでは1条用ないし2条用のものが普及している。中には3条のものもあるが、一般的ではない。結束部では、ジュートひもやサイザルひも、あるいは合成ひもで一定量の束毎に結束をしたのち、自動的に排出する。走行部はバインダーを移動させるための装置で、1輪式または2輪式となる。装着されるタイヤの仕様には、溝が浅く一般的な乾田用と、特殊なパターンを持つ幅広の湿田用がある。
エンジンは小馬力のものが採用され、4〜6馬力程度の空冷4サイクルガソリンエンジンを搭載することが多い。